# Мынхай (фабрика)

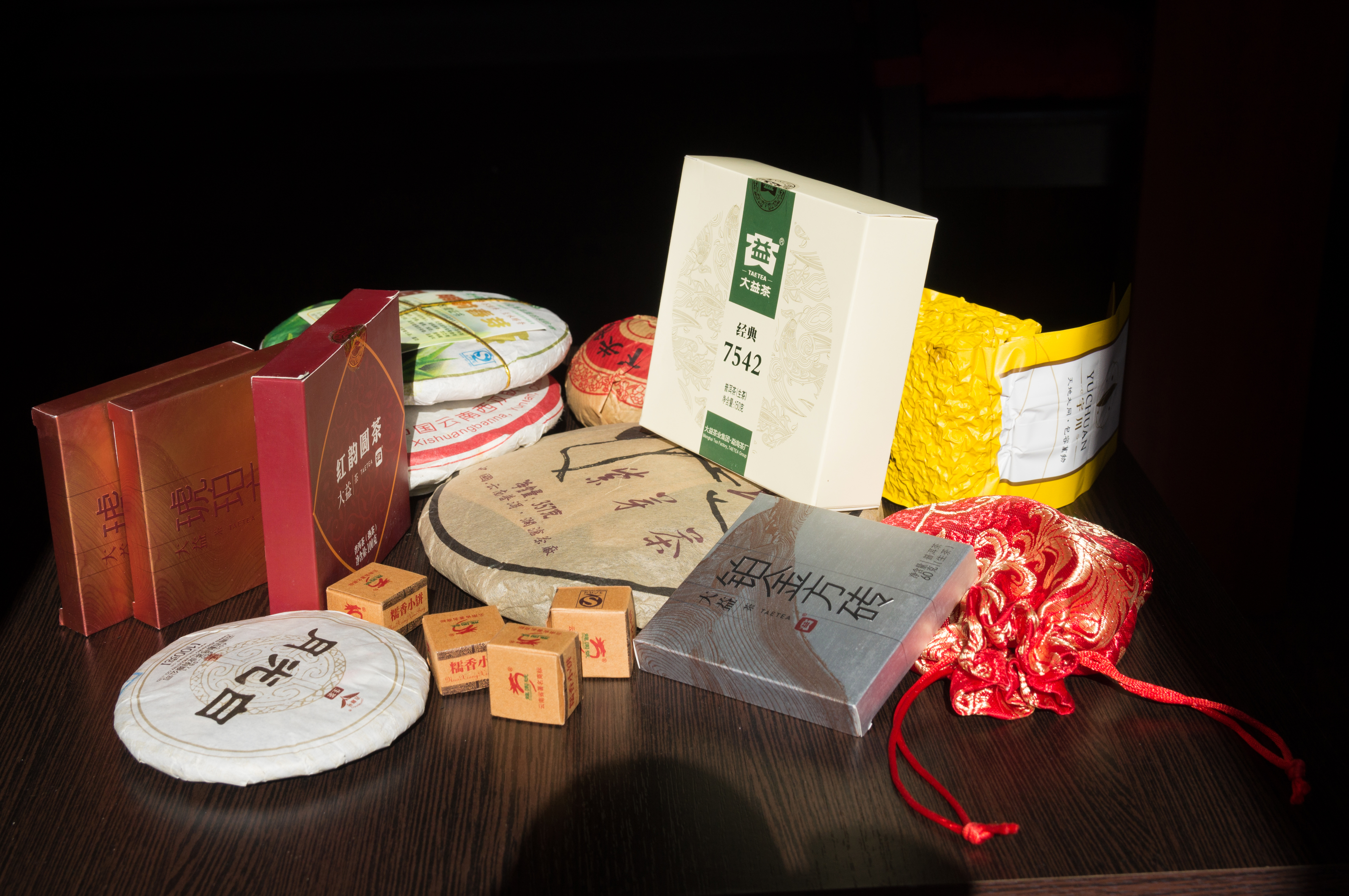
Продукция фабрики «Мынхайская чайная фабрика/Да И/TAETEA»

«Мынхайская чайная фабрика» (кит. 勐海茶厂), или «Да И» (кит. 大益 — «благоденствие для всех»), — чайная фабрика, специализирующаяся на производстве чая пуэр. Расположена в уезде Мынхай провинции Юньнань, Китай.

## История
Фабрика была основана в 1940 году. Первоначально была названа «Фохайская чайная фабрика» (佛海茶厂), но изменила свое название в 1953 году в связи с созданием Сишуанбаньна-Дайского автономного округа и преобразованием уезда Фохай в баньна Мынхай.
В 1973 году Мынхайская фабрика начала производить пуэр по новой технологии, так называемый шу пуэр (熟茶, shúchá). Эта технология была разработана на Куньминской фабрике, а Мынхайская фабрика стала второй фабрикой, использующей эту технологию.
Как и вся чайная фабрично-заводская промышленность в Китае, фабрика была приватизирована в 1980-х и 1990-е годах, но стала полностью частной к 1996 году. С октября 2004 года Мынхайская чайная фабрика принадлежит компании Бовин[что?].

## Маркировка
Мынхайская чайная фабрика имеет код 2. Он используется в нумерации сортов пуэра. Например, в рецепте номер 7542 «75» означает, что чай изготовлен по рецепту 1975 года, «4» — что он изготовлен из листьев сорта 4 и «2» — что он изготовлен на фабрике Мынхай.